# Queens
Queens é um burgo na cidade de Nova Iorque, coextensivo com o condado do Queens, no estado americano de Nova Iorque. Foi fundado em novembro de 1683, tendo uma área bem maior que a atual, já que compreendia também Nassau e Suffolk.
Este território, parte da Novos Países Baixos, foi governado pelos colonizadores holandeses que o dividiram em pequenos condados – Newtown, Flushing, Jamaica, Far Rockaway e Hempstead.
Os ingleses chegaram em 1640 e já em 1664 toda a região passou a ser chamada de Queens County, em homenagem à portuguesa Catarina de Bragança, rainha consorte e esposa do Rei Carlos II de Inglaterra. Durante a Revolução Americana de 1776, as tropas britânicas ocuparam o Queens por sete anos. Quando os ingleses capturaram Long Island em 1776, muitos patriotas foram obrigados a deixar a ilha para não serem presos. Só depois da guerra os residentes do Queens retornaram às suas atividades. Queens e os outros quatro condados consolidaram-se em 1898 para tornarem-se a cidade de Nova Iorque, e as opções de transporte para o desenvolvimento de Manhattan. Por volta de 1920, a cidade tornou-se o centro nacional da indústria do cinema mudo, ficando também conhecida pela realização de duas feiras mundiais em Flushing Meadows, a de 1939 e de 1964.
Atualmente, o condado possui 470 km², dos quais 282 km² estão cobertos por terra e 188 km² por água, uma população de 2 405 464 habitantes e uma densidade populacional de 8 542,3 hab/km². É o segundo condado mais populoso do estado, atrás do Condado de Kings e o 11º mais populoso dos Estados Unidos (segundo o censo nacional de 2020).
Queens tem a economia mais diversificada dos cinco distritos da cidade de Nova York. É o lar do Aeroporto Internacional John F. Kennedy e do Aeroporto LaGuardia, ambos entre os mais movimentados do mundo, o que, por sua vez, torna o espaço aéreo acima de Queens entre os mais movimentados dos Estados Unidos. Lugares de destaque em Queens incluem Flushing Meadows–Corona Park, Citi Field, lar do time de beisebol do New York Mets; o USTA Billie Jean King National Tennis Center, local do torneio de tênis US Open; Kaufman Astoria Studios; Silvercup Studios; Hipódromo e Aqueduto. O bairro possui habitações diversas, que variam desde arranha-céus de apartamentos nas áreas urbanas ocidental e central, como Ozone Park, Jackson Heights, Flushing, Astoria e Long Island City, até bairros um pouco mais suburbanos na parte leste de o bairro, incluindo Douglaston – Little Neck e Bayside. O mercado noturno de Queens no parque Flushing Meadows-Corona atrai mais de 10 000 pessoas todas as noites para provar alimentos de mais de 85 países.

## História

### História colonial e pós-colonial

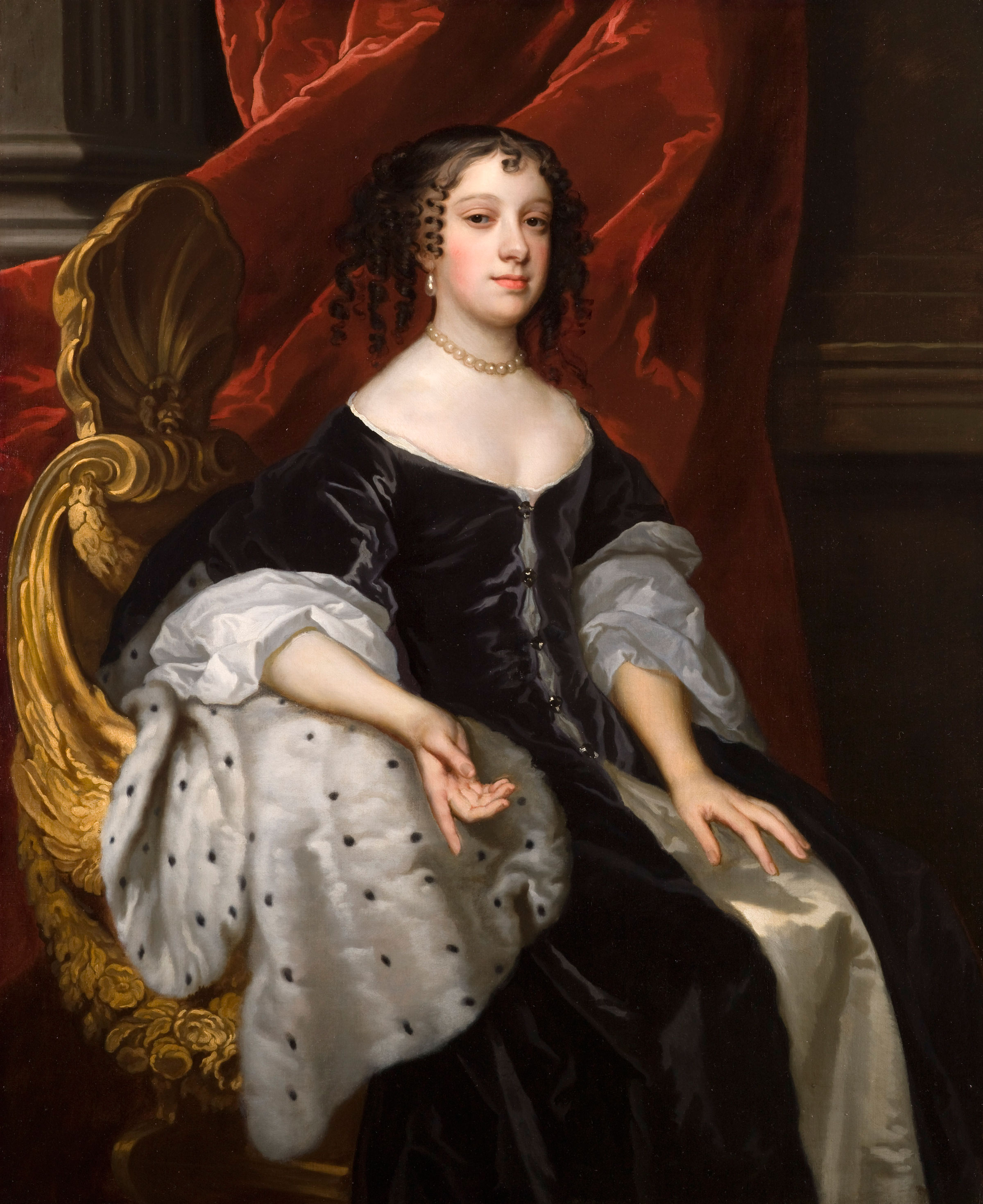
Catarina de Bragança, antiga rainha da Inglaterra.

A colonização européia trouxe colonos holandeses e ingleses, como parte da colônia da Nova Holanda. Os primeiros assentamentos ocorreram em 1635, seguidos pelas primeiras colonizações em Maspeth em 1642 (finalmente malsucedidas), e em Vlissingen (agora Flushing) em 1645. Outros assentamentos iniciais incluíram Newtown (agora Elmhurst) em 1652 e Jamaica em 1655. No entanto, essas cidades eram habitadas principalmente por colonos ingleses da Nova Inglaterra, através do leste de Long Island (Suffolk County), sujeitos à lei holandesa. Após a captura da colônia pelos ingleses e sua renomeação como Nova York em 1664, a área (e toda Long Island) ficou conhecida como Yorkshire.
A Remonstrance de Flushing assinada pelos colonos em 1657 é considerada um precursor da disposição da Constituição dos Estados Unidos sobre a liberdade de religião na Declaração de Direitos. Os signatários protestaram contra a perseguição das autoridades coloniais holandesas aos quakers no que é hoje o bairro do Queens.
Originalmente, o condado de Queens incluía a área adjacente que agora compreende o condado de Nassau. Era um condado original do estado de Nova York, um dos doze criados em 1º de novembro de 1683. Presume-se que o município tenha o nome de Catarina de Bragança, desde que era rainha da Inglaterra na época (era a rainha real de Portugal, princesa Catarina, filha do rei João IV de Portugal). O condado foi fundado ao lado de Kings County (Brooklyn, que recebeu o nome de seu marido, rei Carlos II), e Richmond County (Staten Island, em homenagem a seu filho ilegítimo, o 1º Duque de Richmond). No entanto, o xará está em disputa; embora o título de Catarina pareça o xará mais provável, nenhuma evidência histórica de declaração oficial foi encontrada. Em 7 de outubro de 1691, todos os condados da colônia de Nova York foram redefinidos. O Queens ganhou as Ilhas Irmãs do Norte e do Sul, bem como a Ilha Huletts (hoje conhecida como Ilha Rikers). Em 3 de dezembro de 1768, o Queens ganhou outras ilhas em Long Island Sound que ainda não estavam designadas para um condado, mas que não ficavam perto do Condado de Westchester (atual Condado de Bronx).
O Queens teve um papel menor na Revolução Americana, em comparação com o Brooklyn, onde a Batalha de Long Island foi amplamente travada. O Queens, como o resto do que se tornou Nova York e Long Island, permaneceu sob ocupação britânica após a Batalha de Long Island em 1776 e foi ocupado durante a maior parte do resto da Guerra Revolucionária. Sob a Lei de Quartering, os soldados britânicos usavam, como quartel, as pousadas públicas e edifícios desabitados pertencentes aos residentes do Queens. Mesmo que muitas pessoas locais fossem contra a invasão sem aviso prévio, o sentimento em todo o condado permaneceu a favor da coroa britânica. O quartel de soldados em residências particulares, exceto em tempos de guerra, foi banido pela Terceira emenda à Constituição dos Estados Unidos. Nathan Hale foi capturado pelos britânicos na costa de Flushing Bay, no Queens, antes de ser executado enforcado em Manhattan para reunir informações.
De 1683 até 1784, o condado de Queens consistia em cinco cidades: Flushing, Hempstead, Jamaica, Newtown e Oyster Bay. Em 6 de abril de 1784, uma sexta cidade, a cidade de North Hempstead, foi formada por secessão pelas partes norte da cidade de Hempstead. A sede do governo do condado foi localizada primeiro na Jamaica, mas o tribunal foi demolido pelos britânicos durante a Revolução Americana para usar os materiais para construir quartéis. Após a guerra, vários edifícios na Jamaica serviram temporariamente como tribunal e prisão até que um novo edifício foi erguido por volta de 1787 (e mais tarde concluído) em uma área perto de Mineola (agora no condado de Nassau) conhecido então como Clowesville.
O Censo dos Estados Unidos de 1850 foi o primeiro em que a população das três cidades ocidentais excedeu a das três cidades do leste que agora fazem parte do condado de Nassau. Preocupações foram levantadas sobre a condição e a distância do antigo tribunal, e vários locais estavam em disputa pela construção de um novo.
Em 1870, Long Island City se separou da cidade de Newtown, incorporando-se como uma cidade, consistindo no que havia sido a vila de Astoria e em algumas áreas não incorporadas na cidade de Newtown. Por volta de 1874, a sede do governo do condado foi transferida de Mineola para Long Island City.
Em 1º de março de 1860, a fronteira oriental entre o condado de Queens (mais tarde o condado de Nassau) e o condado de Suffolk foi redefinida sem alterações discerníveis. Em 8 de junho de 1881, a North Brother Island foi transferida para o Condado de Nova York. Em 8 de maio de 1884, a Ilha Rikers foi transferida para o Condado de Nova York.
Em 1885, Lloyd Neck, que fazia parte da cidade de Oyster Bay e anteriormente era conhecida como Queens Village, se separou de Queens e se tornou parte da cidade de Huntington, no condado de Suffolk. Em 16 de abril de 1964, South Brother Island foi transferida para o Condado de Bronx.

## Geografia
| Os cinco burgos da cidade de Nova Iorque                  |                       |            |                     |                 |
| Jurisdição                                                | Jurisdição            | População  | Área                | Área            |
| Burgo                                                     | Condado               | Censo 2020 | Em milhas quadradas | Em km quadrados |
| (1) Manhattan                                             | Nova Iorque           | 1 694 251  | 22.7                | 58.8            |
| (2) Brooklyn                                              | Kings                 | 2 736 074  | 69.4                | 179.7           |
| (3) Queens                                                | Queens                | 2 405 464  | 108.7               | 281.5           |
| (4) Bronx                                                 | Bronx                 | 1 472 654  | 42.2                | 109.3           |
| (5) Staten Island                                         | Richmond              | 495 747    | 57.5                | 148.9           |
| Cidade de Nova Iorque                                     | Cidade de Nova Iorque | 8 804 190  | 302.64              | 778.17          |
| Estado de Nova Iorque                                     | Estado de Nova Iorque | 20 201 249 | 47 126,40           | 122 056,82      |
| Fonte: Departamento do Censo dos Estados Unidos 2010–2020 |                       |            |                     |                 |

O Queens está localizado na parte oeste da região geográfica de Long Island e inclui algumas ilhas menores, a maioria delas na Jamaica Bay, que fazem parte da Área de Recreação Nacional Gateway, que por sua vez é um dos Parques Nacionais do Porto de Nova York. De acordo com o Departamento do Censo dos Estados Unidos, o condado possui uma área de 470 km², dos quais 281,6 km² estão cobertos por terra e 188,4 km² (40,1%) por água.
O Brooklyn, o único outro bairro da cidade de Nova York na Long Island geográfica, fica ao sul e oeste do Queens, com Newtown Creek, um estuário que deságua no East River, formando parte da fronteira. A oeste e norte está o East River, através do qual Manhattan fica a oeste e o Bronx ao norte. O Condado de Nassau fica a leste de Queens, em Long Island. Staten Island fica a sudoeste do Brooklyn e compartilha apenas uma fronteira de água de 5 quilômetros (na Baía Externa) com o Queens. Ao norte do Queens estão Flushing Bay e o rio Flushing, que se conectam ao East River. O East River se abre para Long Island Sound . A parte central do Queens é atravessada pela morena terminal de Long Island, criada pela Geleira de Wisconsin. A Península de Rockaway, a parte mais ao sul de todas as rainhas, fica entre a Baía da Jamaica e o Oceano Atlântico, com 11 km de praias.

### Clima
Sob a classificação climática de Köppen, usando a isotérmica do mês mais frio (janeiro) de 32 °F (0 °C) , o Queens e o resto da cidade de Nova York têm um clima subtropical úmido (Cfa) com proteção parcial das montanhas Apalaches e influências moderadas do Oceano Atlântico. Queens recebe precipitação ao longo do ano, com uma média de 44,8 polegadas (114 cm) por ano. Em um ano médio, serão 44 dias com chuva moderada ou forte.
Um inverno médio terá 22 dias com queda de neve, dos quais 9 dias terão pelo menos 2,5 cm de neve. O verão é tipicamente quente, úmido e úmido. Um ano médio terá 17 dias com uma temperatura alta de 90 °F (32 °C) ou mais quente.  Em um ano médio, há 14 dias em que a temperatura não ultrapassa 0 °C (32 °F) o dia todo. A primavera e o outono podem variar de frio a muito quente.
A temperatura mais alta já registrada no Aeroporto de LaGuardia foi de 107 °F (42 °C) em 3 de julho de 1966. A temperatura mais alta já registrada no Aeroporto Internacional John F. Kennedy foi de 40 °C (104 °F), também em 3 de julho de 1966. A temperatura recorde do Aeroporto LaGuardia foi de -7 °F (-22 °C) em 15 de fevereiro de 1943, cujo efeito foi agravado pela falta de óleo de aquecimento e carvão. A temperatura recorde do Aeroporto Internacional John F. Kennedy foi de -2 °F (-19 °C), em 8 de fevereiro de 1963 e 21 de janeiro de 1985. Em 24 de janeiro de 2016, 77,5 cm de neve caíram, o que é o recorde no Queens.
Tornados são geralmente raros; o tornado mais recente, um EF0, aterrissou em College Point em 3 de agosto de 2018, causando danos menores. Antes disso, houve um tornado em Breezy Point em 8 de setembro de 2012, que danificou os telhados de algumas casas e um tornado EF1 em Flushing em 26 de setembro de 2010.

## Demografia
Desde 1900, o crescimento populacional médio do condado, a cada dez anos, é de 30,6%.

### Censo de 2020
Segundo o censo nacional de 2020, o condado possui uma população de 2 405 464 habitantes e uma densidade populacional de 8 542,3 hab/km². Seu crescimento populacional na última década foi de 7,8%, acima da média estadual de 4,2%. É o segundo condado mais populoso do estado de Nova Iorque e o 11º mais populoso dos Estados Unidos. É o quarto condado mais densamente povoado do estado.
Possui 896 333 residências que resulta em uma densidade de 3 183,1 residências/km² e um aumento de 7,3% em relação ao censo anterior. Deste total, 5,5% das unidades habitacionais estão desocupadas. A média de ocupação é de 2,7 pessoas por residência.

### Estimativa de 2018
Em 2018, a população do Queens foi estimada pelo Departamento de Censo dos Estados Unidos para aumentar para 2 278 906, um aumento de 2,2%. A população estimada do Queens representava 27,1% da população da cidade de Nova York, com 8 398 748; 29,6% da população de Long Island de 7 701 172; e 11,7% da população do estado de Nova York de 19 542 209. Existem 865 878 unidades habitacionais e 777 904 domicílios, 2,97 pessoas por domicílio e um valor médio de US$ 481 300. Há uma taxa de ocupação do proprietário de 44,5.
No Queens, os residentes consistem em 6,2% abaixo de 5, 13,9% 6-18, 64,2% 19-64 e 15,7% acima de 65 anos. As mulheres compunham 51,5% da população. 47,5% dos residentes são estrangeiros.
A renda per capita era de US$ 28 814 e a renda média da família era de US$ 62 008. 12,2% dos residentes viviam abaixo da linha da pobreza.

### Censo de 2010
No Censo dos Estados Unidos de 2010, o Queens registrou uma população de 2 230 722 habitantes. Havia 780 117 domicílios enumerados, com uma média de 2,82 pessoas por domicílio. A densidade populacional era de 20 465,3 habitantes por milha quadrada (7 966,9 hab/km²). Havia 835 127 unidades habitacionais a uma densidade média de 7 661,7 por milha quadrada (2 982,6 hab/km²). A composição racial do município era de 39,7% de brancos, 19,1% de negros ou afro-americanos, 0,7% de nativos americanos, 22,9% de asiáticos, 0,1% de ilhas do Pacífico e 12,9% de outras raças e 4,5% de duas ou mais corridas. 27,5% da população eram hispânicos ou latinos de qualquer raça. A população branca não hispânica/latina foi de 27,6%.
O Departamento de Planejamento Urbano da cidade de Nova York ficou alarmado com o aumento insignificante da população entre 2000 e 2010. Áreas com altas proporções de imigrantes e estrangeiros sem documentos são tradicionalmente subcontadas por uma variedade de razões, muitas vezes com base na desconfiança de funcionários do governo ou de um governo. falta de vontade de ser identificado. Em muitos casos, a contagem de unidades de apartamentos vazios não corresponde aos dados das pesquisas locais e aos relatórios dos proprietários.

### Grupos étnicos

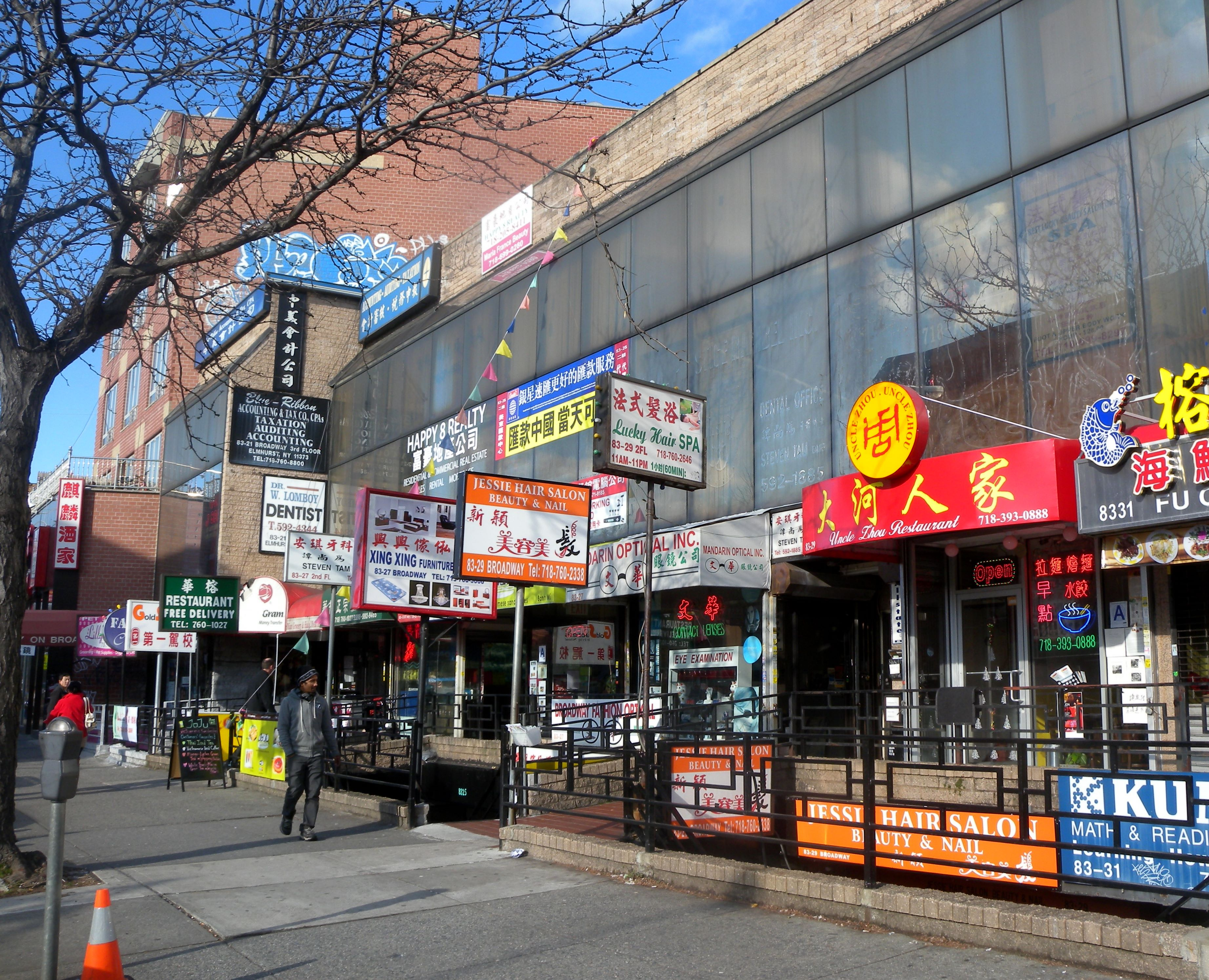
O bairro chinês de Elmhurst (艾姆赫斯特 唐人街), na esquina da Broadway com a Dongan Avenue.

De acordo com um estudo de 2001 da Claritas, Queens era o município mais diverso dos Estados Unidos entre os municípios com mais de 100 000 habitantes. Uma análise de 2014 da The Atlantic descobriu que o Condado de Queens é o terceiro país com maior diversidade racial nos Estados Unidos - atrás da Área de Censo dos Aleutas Ocidentais e do Distrito dos Aleutas do Alasca, bem como o mais diverso condado de Nova York. Enquanto isso, um estudo de 2017 da Axios descobriu que, embora numerosos municípios menores nos Estados Unidos tivessem taxas mais altas de diversidade, Queens era o condado mais populoso dos Estados Unidos. No Queens, aproximadamente 48,5% da população nasceu no exterior a partir de 2010. Na população nascida no exterior, 49,5% nasceram na América Latina, 33,5% na Ásia, 14,8% na Europa, 1,8% na África e 0,4% na América do Norte. Aproximadamente 2,1% da população nasceu em Porto Rico, um território dos EUA ou no exterior, de pais americanos. Além disso, 51,2% da população nasceu nos Estados Unidos. Aproximadamente 44,2% da população acima de 5 anos de idade fala inglês em casa; 23,8% falam espanhol em casa. Além disso, 16,8% da população fala outras línguas indo-européias em casa. Outros 13,5% falam um idioma asiático não indo-europeu ou idioma das Ilhas do Pacífico em casa.
Entre a população asiática, as pessoas de etnia chinesa compõem o maior grupo étnico, com 10,2% da população do Queens, com cerca de 237.484 pessoas; os outros grupos do leste e do sudeste asiático são: coreanos (2,9%), filipinos (1,7%), japoneses (0,3%), tailandeses (0,2%), vietnamitas (0,2%) e indonésios e birmaneses representam 0,1% da população. Os descendentes do sul da Ásia compõem 7,8% da população do Queens: indianos (5,3%), Bangladesh (1,5%), paquistaneses (0,7%) e nepalês.(0,2%).
Entre a população hispânica, os porto-riquenhos constituem o maior grupo étnico com 4,6%, ao lado dos mexicanos, que representam 4,2% da população, e dos dominicanos, com 3,9%. Os centro-americanos representam 2,4% e são na maioria salvadorenhos. Os sul-americanos constituem 9,6% da população do Queens, principalmente descendentes de equatorianos (4,4%) e colombianos (4,2%).
No Queens, a população negra ganha mais que os brancos em média. Muitos desses afro-americanos vivem em bairros suburbanos tranquilos de classe média perto da fronteira do condado de Nassau, como Laurelton e Cambria Heightsque têm grandes populações negras cuja renda familiar é superior à média. A migração de americanos europeus de partes do Queens está em andamento há muito tempo, com saídas de Ozone Park, Woodhaven, Bellerose, Floral Park e Flushing (a maioria da população de saída foi substituída por asiáticos americanos). Bairros como Whitestone, College Point, North Flushing, Auburndale, Bayside, Middle Village e Douglaston – Little Neck não tiveram um êxodo substancial de residentes brancos, mas viram um aumento da população asiática, principalmente chinesa e coreana. O Queens sofreu um boom imobiliário, tornando a maioria de seus bairros desejável para quem quer morar perto de Manhattan, mas em um ambiente menos urbano.

## Governo e política

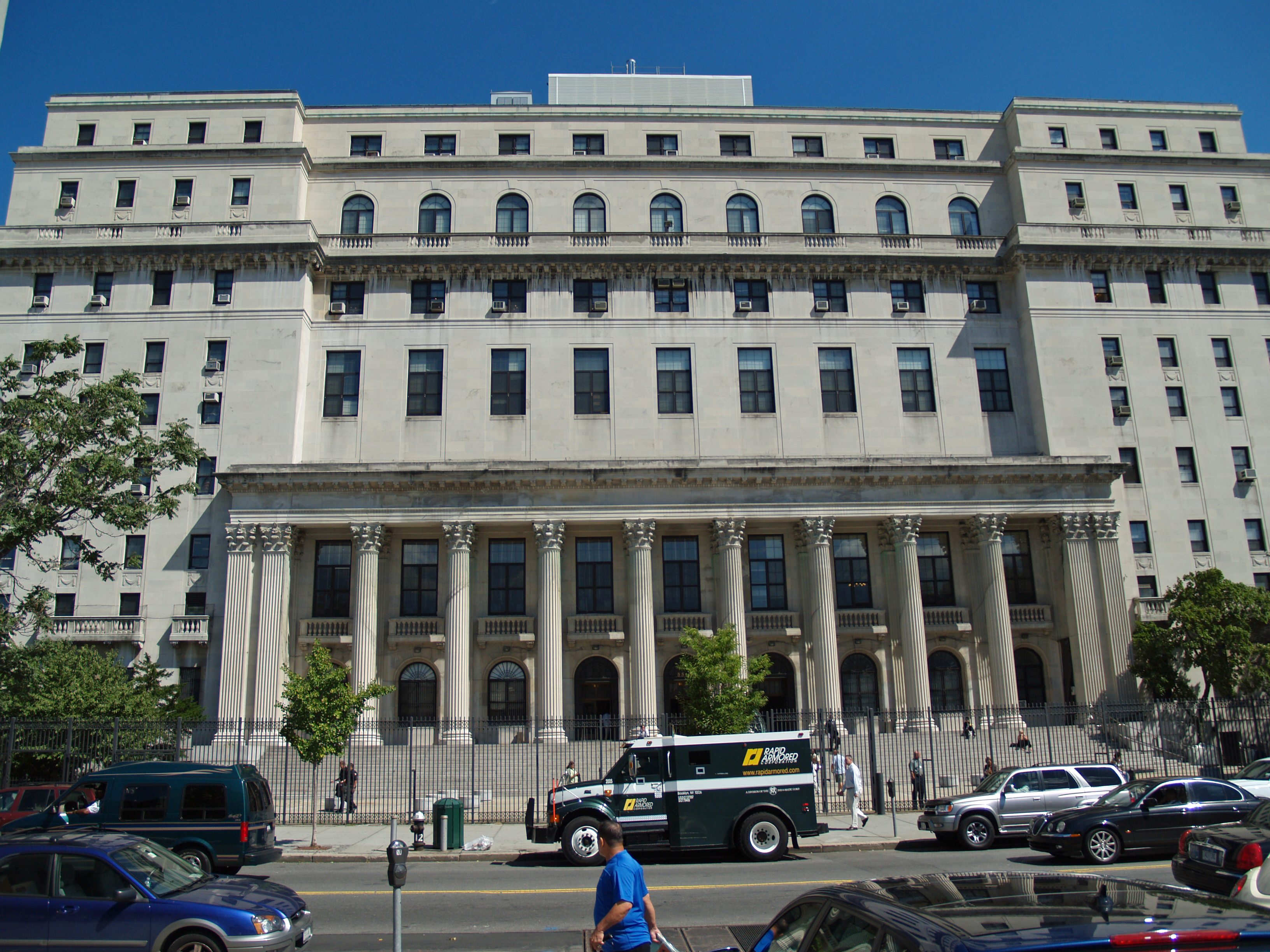
O tribunal do condado de Queens foi construído em 1938 e abriga a Suprema Corte do município.

Desde a consolidação da cidade de Nova York em 1898, o Queens é governado pela Carta da Cidade de Nova York, que prevê um forte sistema de prefeitos e prefeituras. O governo centralizado da cidade de Nova York é responsável pela educação pública, instituições correcionais, segurança pública, instalações recreativas, saneamento, abastecimento de água e serviços de assistência social em Queens. A Queens Library é governada por um Conselho de Administração de 19 membros, que é indicado pelo prefeito da cidade de Nova York e pelo presidente do distrito de Queens.
Desde 1990, o presidente do município atua como defensor do município nas agências da prefeitura, no Conselho da Cidade, no governo do estado de Nova York e nas corporações. A presidente do distrito do Queens é Melinda Katz, eleita em novembro de 2013 como democrata com 80,3% dos votos. Queens Borough Hall é a sede do governo e está localizado em Kew Gardens.
O Partido Democrata ocupa a maioria dos cargos públicos. Sessenta e três por cento dos eleitores registrados no Queens são democratas. As plataformas locais do partido concentram-se em habitação, educação e desenvolvimento econômico acessíveis. Questões políticas controversas no Queens incluem desenvolvimento, barulho e o custo da habitação.
Cada um dos cinco municípios da cidade possui seu sistema de tribunais criminais e o Promotor Público, o principal promotor público eleito diretamente pelo voto popular. Richard A. Brown, que concorreu com o Partido Republicano e o Partido Democrata, foi o promotor público do condado de Queens entre 1991 e 2018. O novo DA em janeiro de 2020 é Melinda Katz. Queens tem 12 assentos no Conselho da Cidade de Nova York , o segundo maior número entre os cinco distritos. Ele é dividido em 14 distritos comunitários, cada um servido por um Conselho Comunitário local. Os Comitês Comunitários são órgãos representativos que apresentam reclamações e atuam como advogados dos residentes.
Embora o Queens seja fortemente democrata, é considerado um condado de swing na política de Nova York. Políticos candidatos Republicanos que fazem bem em Queens normalmente ganhar as eleições em toda a cidade ou em todo o estado. Republicanos como os ex-prefeitos Rudolph Giuliani e Michael Bloomberg conquistaram maiorias no Queens. A senadora estadual republicana Serphin Maltese representou um distrito no centro e no sul do Queens por vinte anos até sua derrota em 2008 pelo vereador democrata Joseph Addabbo. Em 2002, o Queens votou contra o governador republicano de Nova York George Pataki a favor de seu oponente democrata, Carl McCall, por uma pequena margem.

## Economia

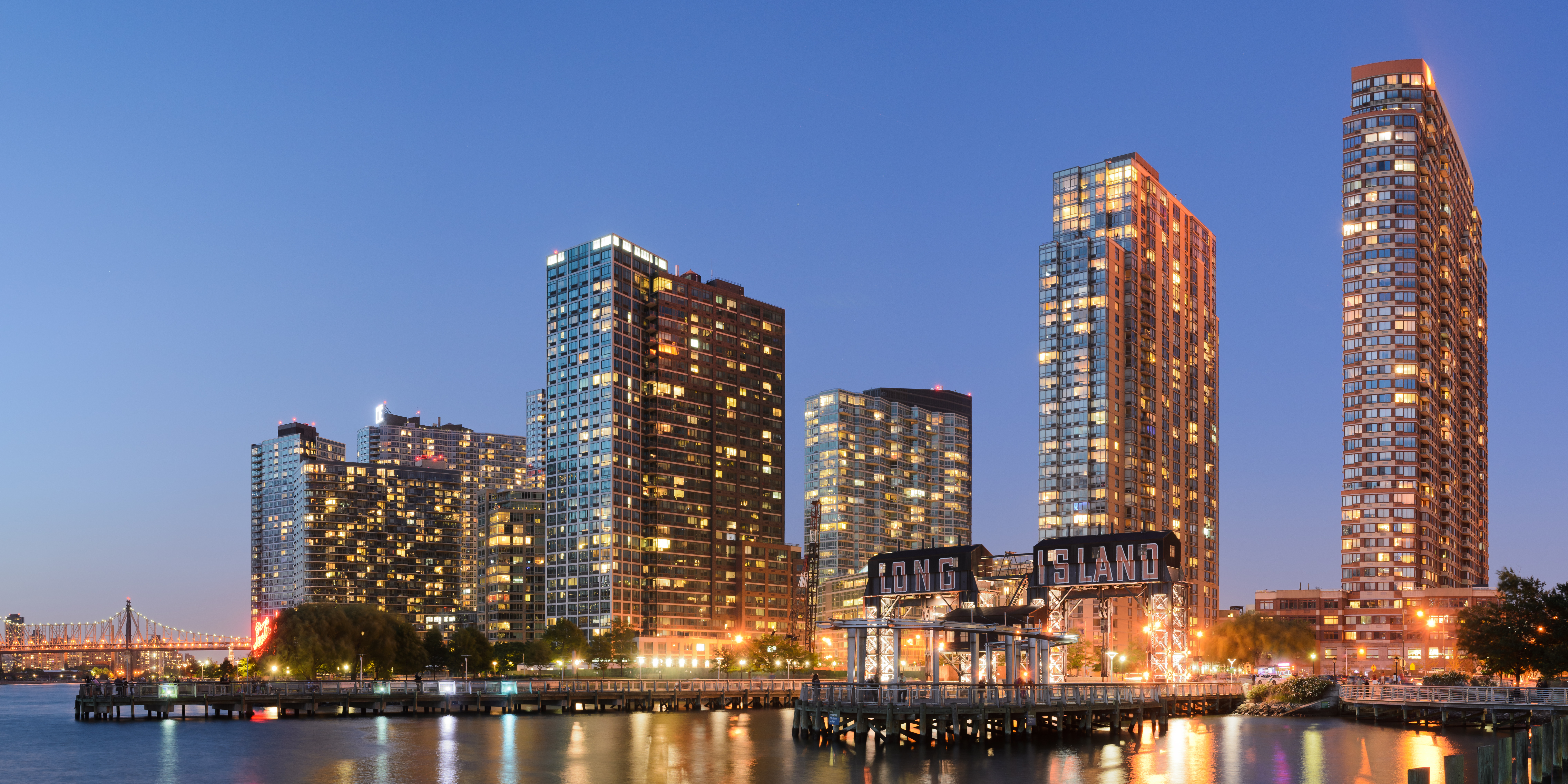
Long Island City é um dos bairros de mais rápido crescimento da cidade de Nova York.

Queens tem a segunda maior economia dos cinco distritos da cidade de Nova York, depois de Manhattan. Em 2004, o Queens possuía 15,2% (440 310) de todos os empregos do setor privado na cidade de Nova York e 8,8% dos salários do setor privado. Queens possui a economia mais diversificada dos cinco distritos, com ocupações distribuídas de maneira relativamente uniforme nos setores de assistência médica, varejo, manufatura, construção, transporte e produção de filmes e televisão, de modo que nenhum setor seja predominantemente dominante.
A diversificação na economia do Queens se reflete em uma grande quantidade de empregos nas partes orientadas para a exportação de sua economia, como transporte, manufatura e serviços comerciais, que atendem clientes fora da região. Isso representa mais de 27% de todos os empregos no Queens e oferece um salário médio de 43 727 dólares, 14% superior ao dos empregos no setor de orientação local.
O maior setor de empregos do distrito são comércio, transporte e serviços públicos, representou quase 30% de todos os empregos em 2004. Queens abriga dois dos três principais aeroportos da cidade de Nova York, o Aeroporto Internacional JFK e o Aeroporto LaGuardia. Esses aeroportos estão entre os mais movimentados do mundo, levando o espaço aéreo acima de Queens a ser o mais congestionado do país. Esse setor de companhias aéreas é particularmente importante para a economia do Queens, fornecendo quase um quarto do emprego no setor e mais de 30% dos salários do setor.
Os serviços de educação e saúde são o segundo maior setor no Queens e representaram quase 24% dos empregos do município em 2004. As indústrias de manufatura e construção no Queens são as maiores da cidade e representam quase 17% dos empregos no setor privado do bairro. Compreendendo quase 17% dos empregos no Queens são os setores de informação, atividades financeiras e negócios e serviços profissionais.
Em 2003, o Queens possuía quase 40 000 estabelecimentos comerciais. As pequenas empresas atuam como uma parte importante da vitalidade econômica da cidade, com dois terços de todas as empresas empregando entre uma e quatro pessoas.
Várias grandes empresas têm sede em Queens, incluindo a relojoaria Bulova, com sede em Elmhurst Oriental; fabricante de piano de renome internacional Steinway & Sons em Astoria; Glacéau, os fabricantes de Vitamin Water, com sede em Whitestone; e JetBlue Airways, uma companhia aérea com sede em Long Island City.
Long Island City é um importante centro de fabricação e back-office. Flushing é um importante centro comercial para as empresas chinesas americanas e coreanas, enquanto a Jamaica é o principal centro cívico e de transporte da cidade.

## Infraestrutura

### Educação

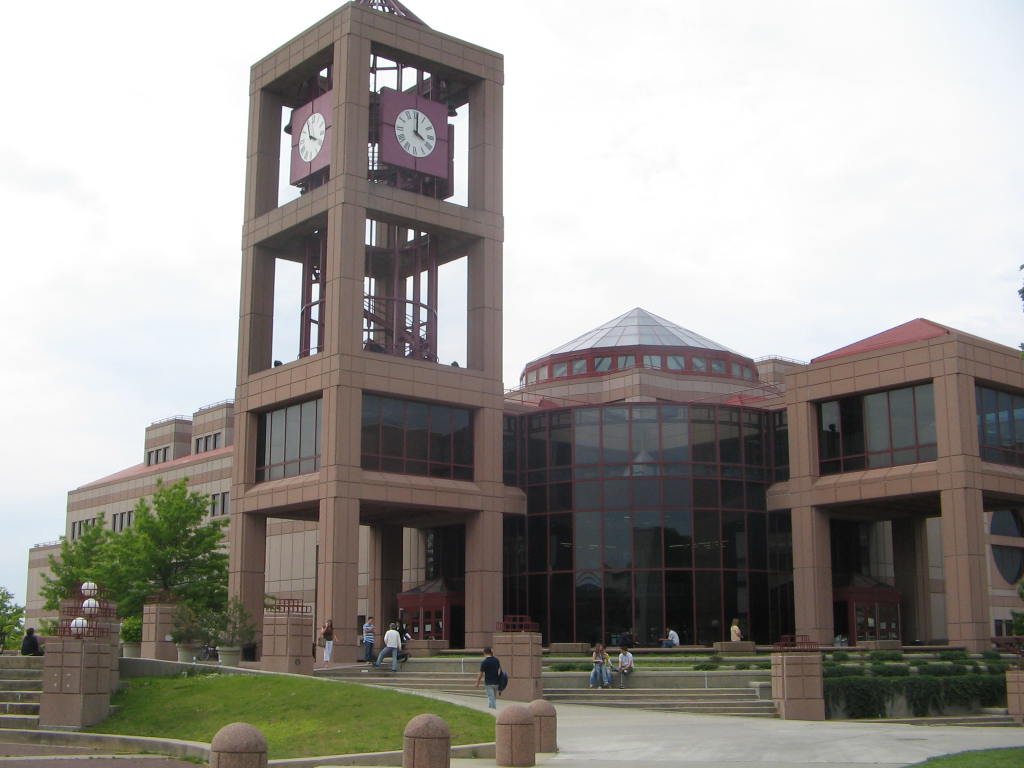
O Queens College faz parte da Cidade Universitária de Nova York.

A educação primária e secundária em Queens é fornecida por um grande número de instituições públicas e privadas. As escolas públicas da cidade são gerenciadas pelo Departamento de Educação da cidade de Nova York, o maior sistema de escolas públicas dos Estados Unidos. A maioria das escolas particulares é afiliada ou se identifica com as comunidades religiosas católicas romanas ou judaicas. A Townsend Harris High School é uma escola pública de imãs pública do Queens para as humanidades, consistentemente classificada entre as 100 melhores escolas do ensino médio nos Estados Unidos. Uma das nove escolas especializadas de ensino médio da cidade de Nova York está localizada em Queens. Localizado no York College, City University of New York. O campus da Jamaica, a Queens High School de Ciências da York College, que enfatiza a ciência e a matemática, é uma das melhores escolas de ensino médio do estado e do país. É uma das menores escolas especializadas que exigem um exame de admissão, o Teste de Admissão de Escolas Especializadas . A escola possui um corpo discente de cerca de 400 alunos.

#### Instituições pós-secundárias
- O Queens College é uma das faculdades de elite do sistema CUNY. Fundada em 1937 para oferecer uma forte educação em artes liberais aos residentes do bairro, o Queens College tem mais de 16 000 estudantes, incluindo mais de 12 000 estudantes de graduação e mais de 4 000 estudantes de pós-graduação. Alunos de 120 países diferentes que falam 66 idiomas diferentes estão matriculados na escola, localizada em Flushing. O Queens College também é o anfitrião da faculdade de direito da CUNY. O Queens College Campus também abriga a Townsend Harris High School e a Queens College School de Matemática, Ciência e Tecnologia (PS / IS 499).
- O Queensborough Community College, originalmente parte da Universidade Estadual de Nova York, fica em Bayside e agora faz parte da CUNY. Ele prepara os alunos para frequentar faculdades seniores, principalmente no sistema CUNY.
- A St. John's University é uma universidade católica romana privada e coeducacional fundada em 1870 pelos Padres Vicentinos. Com mais de 19 000 estudantes, St. John's é conhecido por seus programas de farmácia, negócios e direito, além de seus times masculinos de basquete e futebol.
- O Vaughn College of Aeronautics and Technology é uma instituição privada de ponta, com concessão de diploma, localizada em Grand Central Parkway, a partir do Aeroporto LaGuardia. Sua presença ressalta a importância da aviação para a economia do Queens.
- O York College é uma das principais faculdades de artes liberais de uso geral da CUNY, que concede diplomas de bacharel em mais de 40 campos, além de um diploma combinado de BS / MS em Terapia Ocupacional. Notável por seus Programas de Ciências da Saúde, a York College também abriga o Escritório Regional do Nordeste da Food and Drug Administration.

### Transporte

#### Aeroportos
|                                                                                  |  |                                                                                                  |
| Aeroporto Internacional John F. Kennedy, o aeroporto mais movimentado do Queens. |  | Aeroporto LaGuardia, considerado o melhor aeroporto do mundo pela comunidade mundial de aviação. |

O Queens tem importância crucial no tráfego aéreo internacional e interestadual, com dois dos três principais aeroportos da região metropolitana de Nova York localizados lá.
O Aeroporto Internacional John F. Kennedy, com 27,4 milhões de passageiros internacionais em 2014 (dos 53,2 milhões de passageiros no total), é o aeroporto mais movimentado dos Estados Unidos pelo tráfego internacional de passageiros. Propriedade da cidade de Nova York e administrada desde 1947 pela Autoridade Portuária de Nova York e Nova Jersey, as pistas do aeroporto e seis terminais cobrem uma área de 2 000 ha (4 930 acres) na Baía da Jamaica, no sudeste de Queens. O nome oficial original do aeroporto era Aeroporto Internacional de Nova York, embora fosse conhecido como Idlewild, com o nome alterado para Kennedy em dezembro de 1963 para homenagear o presidente recentemente assassinado.
O Aeroporto LaGuardia está localizado em Flushing, no norte do Queens, na Baía de Flushing. Originalmente inauguradas em 1939, as duas pistas e quatro terminais do aeroporto cobrem 280 hectares, atendendo 28,4 milhões de passageiros em 2015. Em 2014, citando condições desatualizadas nos terminais do aeroporto, o vice-presidente Joe Biden comparou o Aeroporto LaGuardia a "país de terceiro mundo". Em 2015, a Autoridade Portuária de Nova York e Nova Jersey iniciou um projeto de US$ 4 bilhões para reconstruir completamente os terminais e entradas do Aeroporto de LaGuardia, com conclusão estimada em 2021.

#### Ruas
As ruas do Queens são dispostas em um sistema semi- grid, com um sistema numérico de nomes de ruas (semelhante a Manhattan e ao Bronx). Quase todas as estradas orientadas norte-sul são "Ruas", enquanto as estradas leste-oeste são "Avenidas", começando com o número 1 no oeste para Ruas e o norte para Avenidas. Em algumas partes do bairro, várias ruas consecutivas podem compartilhar números (por exemplo, 72nd Street, seguida pela 72nd Place e 72nd Lane, ou 52nd Avenue, seguida pela 52nd Road, 52nd Drive e 52nd Court), muitas vezes confundindo não residentes. Além disso, alinhamentos incongruentes de grades de ruas, caminhos de ruas incomuns devido à geografia ou outras circunstâncias geralmente levam a pular números (por exemplo, no Ditmars Boulevard, a 70th Street é seguida pela Hazen Street, seguida pela 49th Street). As estradas numeradas tendem a ser residenciais, embora as ruas comerciais numeradas não sejam raras. Um número razoável de ruas que eram estradas do país nos séculos 18 e 19 (especialmente as principais vias, como Northern Boulevard, Queens Boulevard, Hillside Avenue e Jamaica Avenue) carregam nomes em vez de números, normalmente, embora não sejam uniformemente chamados de "Boulevards" ou "Parkways".

#### Pontes e túneis

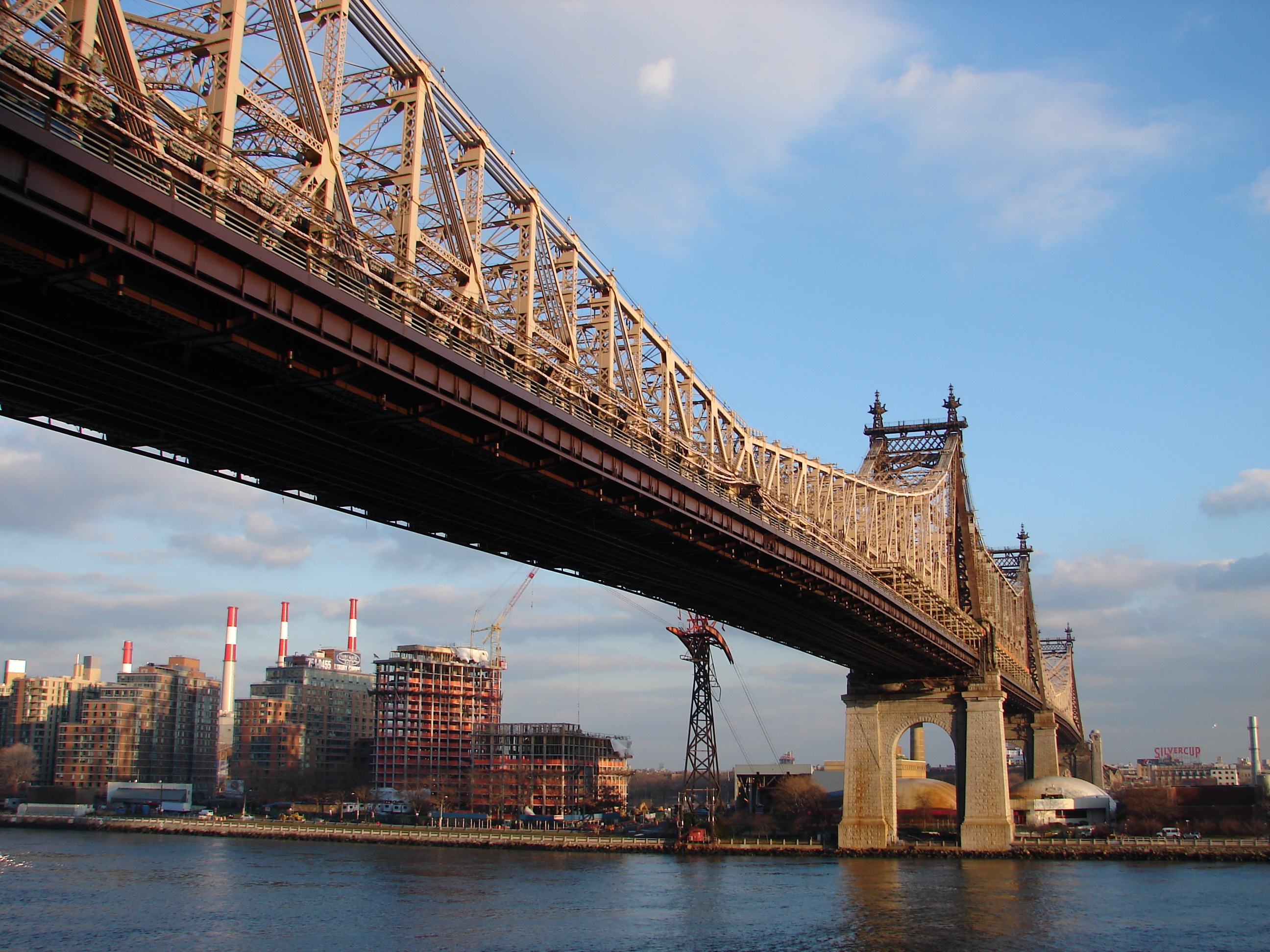
Ponte Queensboro, que liga Queens á Manhattan.

O Queens está conectado ao Bronx pela Ponte Bronx–Whitestone, pela Throgs Neck Bridge, pela ponte Triborough (também conhecida como Robert F. Kennedy Bridge) e pela Hell Gate Bridge. O Queens está conectado à Ilha de Manhattan pela Triborough Bridge, a Queensboro Bridge e o Queens–Midtown Tunnel, assim como a Roosevelt Island pela Roosevelt Island Bridge.
Enquanto a maior parte da fronteira Queens/Brooklyn está em terra, a Ponte Kosciuszko atravessa o Newtown Creek, conectando Maspeth a Greenpoint, Brooklyn. A ponte Pulaski conecta o McGuinness Boulevard em Greenpoint à 11th Street, Jackson Avenue e Hunters Point Avenue em Long Island City. A ponte JJ Byrne Memorial (também conhecida como Greenpoint Avenue Bridge) conecta as seções da Greenpoint Avenue em Greenpoint e Long Island City. Uma ponte menor conecta a Grand Avenue no Queens à Grand Street no Brooklyn.
A Ponte Memorial dos Veteranos de Cross Bay, construída em 1939, atravessa a Baía da Jamaica para conectar a Península de Rockaway ao Broad Channel e o resto do Queens. Construída em 1937, a Marine Parkway – Gil Hodges Memorial Bridge liga a Flatbush Avenue, a via mais longa do Brooklyn, ao Jacob Riis Park e ao extremo oeste da Península. Ambos os cruzamentos foram construídos e continuam a ser operados pelo que agora é conhecido como pontes e túneis do MTA. A IND Rockaway Line é paralela à Cross Bay, e possui uma estação no meio da baía em Broad Channel, a uma curta caminhada do Refúgio de Vida Selvagem da Baía da Jamaica, agora parte da Área de Recreação Nacional de Gateway e uma importante parada na Via Atlântica.

## Cultura
|                                                              |  |                                        |
| Lançador de foguetes (1963) em Flushing Meadows-Corona Park. |  | Unisphere, simbolo cultural do Queens. |

O Queens tem sido o centro de um grande movimento artístico na forma de punk rock, com os Ramones originários de Forest Hills, e também o lar de artistas notáveis como Tony Bennett, Francis Ford Coppola, Paul Simon e Robert Mapplethorpe. O atual poeta laureado do Queens é Paolo Javier.
O Queens promoveu notavelmente a cultura afro-americana, com estabelecimentos como o Afrikan Poetry Theatre e a Black Spectrum Theatre Company, atendendo especificamente os afro-americanos no Queens. Na década de 1940, o Queens era um importante centro de jazz; luminares de jazz como Louis Armstrong, Charlie Parker e Ella Fitzgerald passaram a residir em Queens, buscando refúgio na segregação que encontraram em outros lugares de Nova York. Além disso, muitos artistas de hip-hop notáveis são do Queens, incluindo Nas, Run-DMC, Kool G Rap,Uma tribo chamada Quest, LL Cool J, Mobb Deep, 50 Cent, Nicki Minaj, Heems of Das Racist e Action Bronson.
O Queens abriga vários museus e instituições culturais que atendem suas diversas comunidades. Eles variam desde o histórico (como a John Bowne House) até o científico (como o New York Hall of Science), desde galerias de arte convencionais (como o Noguchi Museum) até exposições exclusivas de grafite (como 5 Pointz).
A revista de viagens Lonely Planet também nomeou o Queens como o principal destino do país em 2015 por sua diversidade cultural e culinária. Afirmando que o Queens está "rapidamente se tornando o mais badalado", mas que "a maioria dos viajantes ainda não se deu conta ..." o Lonely Planet afirmou que "em nenhum lugar a imagem de Nova York como o caldeirão global mais verdadeiro do que Rainhas".

### Esportes
O Citi Field é um estádio de 41 922 lugares, inaugurado em abril de 2009 em Flushing Meadows – Corona Park, que é o estádio do New York Mets da Major League Baseball. Shea Stadium, a antiga casa do Mets e do New York Jets da National Football League, bem como a casa temporária do New York Yankees e do New York Giants Football Team, onde ficava o estacionamento do Citi Field, operando de 1964 a 2008.
O torneio de tênis do US Open é disputado desde 1978 no Centro Nacional de Tênis USTA Billie Jean King, localizado ao sul do Citi Field. Com capacidade para 23 771, o Arthur Ashe Stadium é o maior estádio de tênis do mundo. O US Open foi disputado anteriormente no West Side Tennis Club, em Forest Hills. South Ozone Park é o lar do Aqueduct Racetrack, que é administrado pela New York Racing Association e oferece corridas de cavalos por puro-sangue a partir do final de outubro/início de novembro a abril. O Belmont Park Racetrack fica principalmente no condado de Nassau, Nova York, no entanto uma seção da propriedade, incluindo a estação Belmont Park, na Long Island Rail Road, fica no Queens.

### Pessoas notáveis

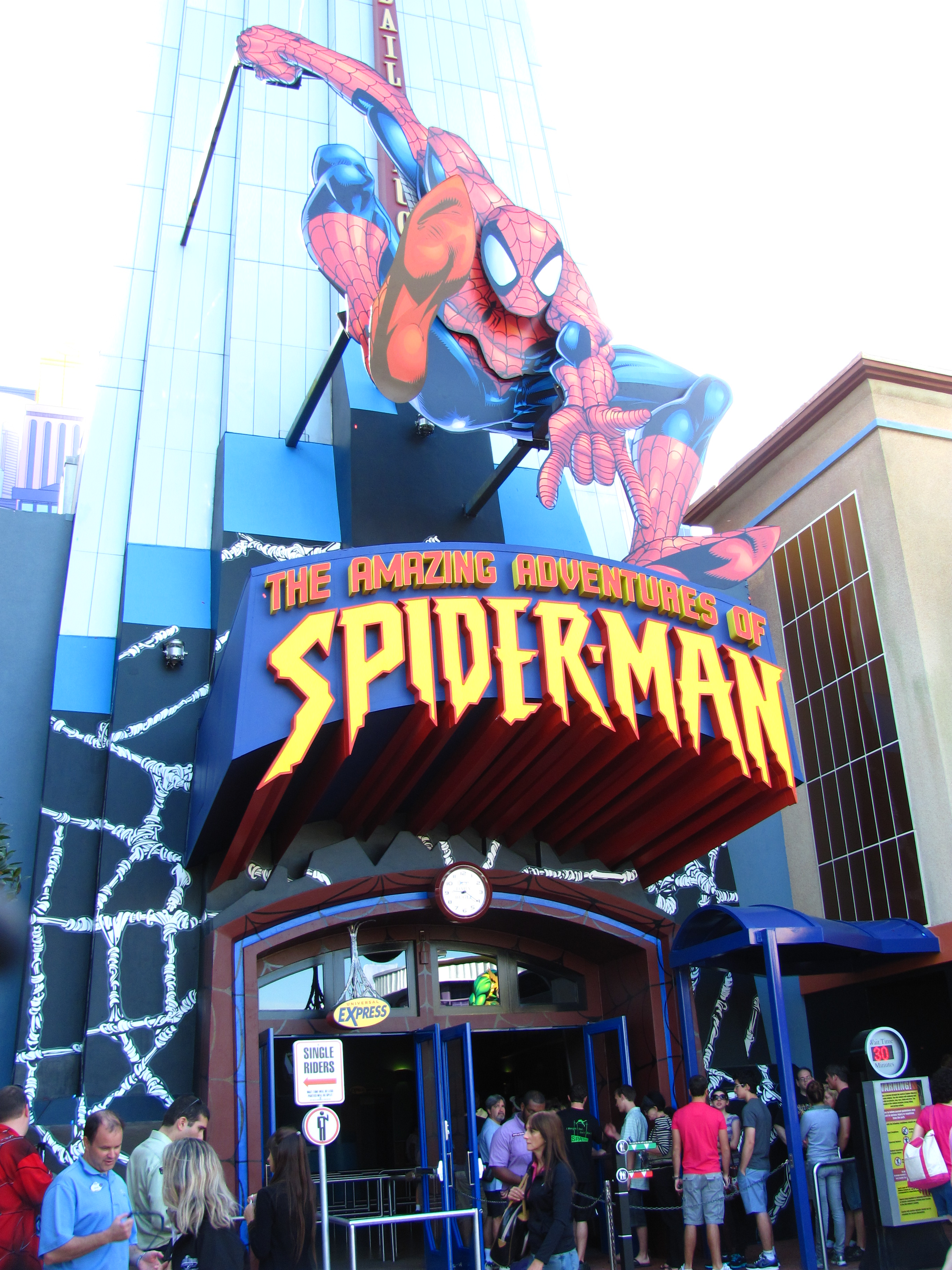
Queens é uma referência cultural, retratado na Marvel, com o Homem Aranha.

Várias figuras públicas cresceram ou viveram no Queens. Músicos que viveram no bairro incluem os rappers LL Cool J, A Tribe Called Quest, Nas, Mobb Deep, Action Bronson, Ônix, Ja Rule, 50 Cent, Run-DMC, Nicki Minaj, Rich The Kid; Os cantores de Jason Griffiths Music Executive (Capitol Records) Nadia Ali e Tony Bennett; grandes nomes do jazz Louis Armstrong e Norman Mapp residiam em Corona, dupla de rock. Simon e Garfunkel; e os guitarristas Scott Ian e Johnny Ramone. O rapper de k-pop Mark Lee, do NCT, cresceu no Queens antes de se mudar para o Canadá. Atores como Adrien Brody, Lucy Liu e Idina Menzel nasceram ou cresceram no Queens. A atriz Mae West também viveu no Queens. Os escritores do Queens incluem John Guare (A Casa das Folhas Azuis) e Laura Z. Hobson (Acordo de Cavalheiros). O médico Joshua Prager nasceu em Whitestone. O chefe da máfia John Gotti viveu no Queens por muitos anos. Richard Feynman, um cientista que recebeu o Prêmio Nobel de Física, nasceu em Queens e cresceu em Far Rockaway.
Donald Trump, um empresário que se tornou o 45º presidente dos Estados Unidos, nasceu no Jamaica Hospital Medical Center e cresceu em 81-15 Wareham Place, na Jamaica Estates, posteriormente se mudando para Midland Parkway. Ele foi precedido na Casa Branca pelas ex- damas de honra Nancy Reagan, que viveu em Flushing quando criança e Barbara Bush, nascida no Booth Memorial Hospital em Flushing. Theodore Roosevelt, 26º presidente, morava em Sagamore Hill, em Oyster Bay de meados da década de 1880 até sua morte; a área foi considerada parte do Queens até a formação do vizinho condado de Nassau em 1899. O Queens também abriga atletas como o jogador profissional de basquete Rafer Alston, Kareem Abdul-Jabbar e Metta World Peace nasceu no Queens, assim como o atleta olímpico Bob Beamon. A estrela do tênis John McEnroe nasceu em Douglaston. O arremessador de beisebol do corredor da fama Whitey Ford cresceu em Astoria.
Queens também serviu de cenário para personagens fictícios, sendo um dos mais famosos Peter Parker/Homem-Aranha da Marvel Comics. O personagem cresceu em Forest Hills com sua tia May e tio Ben.